# Министерство иностранных дел Швейцарии
Министерство иностранных дел Швейцарии, МИД Швейцарии (нем. Eidgenössisches Departement für auswärtige Angelegenheiten, фр. Département fédéral des affaires étrangères, итал. Dipartimento federale degli affari esteri, романш. Departament federal d’affars exteriurs), официально Федеральный Департамент иностранных дел, ФДИД Швейцарии — один из семи департаментов, орган исполнительной власти, формулирующий и координирующий внешнюю политику Швейцарии в соответствии с инструкциями Федерального совета.

## История создания
В 1849 году был создан «Политический департамент», который в какой-то степени имел функции внешнеполитического ведомства. Однако традиционно данному ведомству не отводилась ключевая роль в решении международных вопросов, а его главой всегда назначался какой-либо молодой аристократ влиятельных родителей. В случае возникновения сложных внешнеполитических угроз за дело брался Федеральный совет в целом.

## Структура
ФДИД состоит из центрального аппарата в Берне и из более чем трёхсот иностранных представительств (посольства, миссии, консульства и координационные офисы). Центральный аппарат включает в себя четыре Управления: Политическое управление, Управление международного права, швейцарское Дирекция по развитию и сотрудничеству (нем. Direktion für Entwicklung und Zusammenarbeit) и Управление по корпоративному менеджменту. Приблизительно одна треть штата ФДИД работает в Берне, в то время как остальная часть занимает посты за рубежом.

### Государственный секретариат
Государственный секретарь — это первый человек в Департаменте, к которому обращается Федеральный совет по внешнеполитическим вопросам. Он возглавляет Управление по политическим делам, в его компетенцию входит стратегическое планирование внешней политики, он также, по необходимости, может выступать в качестве представителя Главы Департамента.

### Генеральный секретариат
Генеральный секретариат несет ответственность за связи с общественностью, осуществляет финансовый менеджмент в центральном аппарате, планирует и координирует деятельность всего департамента, осуществляет административную поддержку министра иностранных дел.

### Политическое управление
Главный орган по сбору и обработке всей информации, необходимой для защиты интересов Швейцарии за рубежом. Оно определяет потенциальные сферы столкновения интересов, разрабатывает внешнеполитические стратегии по тем или иным направлениям, а также на него возложена функция представления интересов страны за рубежом . Данное Управление имеет четыре географических и пять тематических подразделения:
- Подразделение I (Европа, Европейский совет, ОБСЕ, международное сотрудничество)
- Подразделение II (Америка)
- Подразделение II (Африка и Ближний Восток)
- Подразделение II (Азиатско-Тихоокеанский регион)
- Центр международной политики безопасности (ООН, деятельность Швейцарии в международных организациях, франкофония)
- Политический отдел гуманитарной безопасности (мирная политика и общественная безопасность, права человека, гуманитарная политика и миграция, «Швейцарский пул гражданских экспертов по вопросам установления мира» («Schweizerischer Expertenpool für zivile Friedensförderung»)
- Подразделение V (финансовые и экономические вопросы, окружающая среда, транспорт, энергетика, наука, культура)
- Подразделение VI (консульская защита, помощь швейцарцам за рубежом, туризм, антикризисное управление)
- Секретариат политического управления (ведение документации, прогнозирование, политика международной безопасности)

### Управление международного права
Для Швейцарии развитие международного права всегда играло значительную роль, ведь именно оно позволяет странам мирно сосуществовать друг с другом, поэтому главная задача Управления по международному праву — контроль над выполнением международных обязательств Швейцарии за рубежом и у себя дома. Управление работает с большим спектром вопросов, касающихся нейтралитета, гуманитарного права, законодательных основ международного сотрудничества, коррупции, борьбе против терроризма. В его компетенции также все сношения с Княжеством Лихтенштейн и судоходство по Рейну и другим внутренним водным путям.

### Дирекция развития и сотрудничества
Швейцария вносит огромный вклад в деятельность по борьбе с бедностью, для этого существует Дирекция развития и сотрудничества. Вся деятельность дирекции разделена на четыре сферы: глобальная кооперация, региональная кооперация, кооперация с Восточной Европой, гуманитарная помощь. Данная структура тесно сотрудничает с ООН, Всемирным Банком, оказывают помощь так называемым «пороговым странам», находящимся в стадии перехода к демократии (Западные Балканы и СНГ). Во время вооружённых конфликтов и в случае природных катаклизмов она либо напрямую оказывает поддержку нуждающимся и странам, либо делает это с помощью партнерских организаций (Международный Комитет Красного Креста).

### Управление по корпоративному менеджменту
К функциям Управления по корпоративному менеджменту относятся: контроль над эффективным использованием ресурсов (людские ресурсы, IT, логистика, финансы), координация деятельности зарубежных консульств и посольств за рубежом, обеспечение взаимодействия с центральным аппаратом в Берне, контроль работы визовой службы (высокое качество обслуживания).

### Посольства и консульства
Посольство — официальное представление Швейцарии в другом государстве. Помимо поддержания дипломатических отношений посольства призваны поддерживать швейцарские компании, ведущие деловую деятельность за границей.
Консульство играет роль важного связующего звена между швейцарскими гражданами, проживающими за рубежом (так называемая «пятая Швейцария») границей и властями страны.
Функции, которые исполняются в Швейцарии местными властями (выдача паспортов, обеспечение избирательного права и т. д.) входят в компетенции консульств за границей, наряду с защитой прав и интересов швейцарских подданных в случае несчастного случая, ареста или подобных ситуаций.

## Руководители Департамента
| - 1848—1849: Йонас Фуррер (нем. Jonas Furrer) - 1850: Даниэль-Анри Друэ (Daniel-Henri Druey) - 1851: Мартин Йозеф Мунцингер (Josef Munzinger) - 1852: Йонас Фуррер (Jonas Furrer) - 1853: Вильгельм Матиас Нефф (Wilhelm Matthias Naeff) - 1854: Фридрих Фрей-Эрозе (Friedrich Frey-Herosé) - 1856: Якоб Штемпфли (Jakob Stämpfli) - 1857: Констан Форнеро (Constant Fornerod) - 1858: Вильгельм Матиас Нефф - 1859: Якоб Штемпфли - 1860: Фридрих Фре-Эрозе - 1861: Йозеф Мартин Кнюзель (Josef Martin Knüsel) - 1862: Якоб Штемпфли - 1863: Констан Форнеро - 1864: Якоб Дубс (Jakob Dubs) - 1865: Карл Шенк (Karl Schenk) - 1866: Йозеф Мартин Кнюзель - 1867: Констан Форнеро - 1868: Якоб Дубс - 1869: Эмиль Вельти (Emil Welti) - 1870: Якоб Дубс - 1871: Карл Шенк - 1872: Эмиль Вельти | - 1873: Поль Серезоль (Paul Cérésole) - 1874: Карл Шенк - 1875: Иоганн Якоб Шерер (Johann Jakob Scherer) - 1876: Эмиль Вельти - 1877: Йоахим Хеер (Joachim Heer) - 1878: Карл Шенк - 1879: Бернхард Хаммер (Bernhard Hammer) - 1880: Эмиль Вельти - 1881: Нюма Дро (Numa Droz) - 1882: Симон Бавье (Simeon Bavier) - 1883: Луи Рюшонне (Louis Ruchonnet) - 1884: Эмиль Вельти - 1885: Карл Шенк - 1886: Адольф Дойхер (Adolf Deucher) - 1887—1892: Нюма Дроз - 1893—1896: Адриен Лашеналь (Adrien Lachenal) - 1897: Адольф Дойхер - 1898: Эжен Руффи (Eugène Ruffy) - 1899: Эдуард Мюллер (Eduard Müller) - 1900: Вальтер Хаузер (Walter Hauser) - 1901: Эрнст Бреннер (Ernst Brenner) - 1902: Йозеф Цемп (Josef Zemp) - 1903: Адольф Дойхер - 1904: Робер Контес (Robert Comtesse) - 1905: Марк-Эмиль Руше (Marc-Emile Ruchet) - 1906: Людвиг Форрер (Ludwig Forrer) - 1907: Эдуард Мюллер | - 1908: Эрнст Бреннер - 1909: Адольф Дойхер - 1910: Робер Контес - 1911: Марк-Эмиль Руше - 1912: Людвиг Форрер - 1913: Эдуард Мюллер - 1914—1917: Артур Хоффман (Arthur Hoffmann) - 1917: Гюстав Адор (Gustave Ador) - 1918—1919: Феликс Луи Калондер (Felix-Louis Calonder) - 1920—1940: Джузеппе Мотта (Giuseppe Motta) - 1940—1944: Марсель Пиле-Гола (Marcel Pilet-Golaz) - 1945—1961: Макс Птипьер (Max Petitpierre) - 1961—1965: Фридрих Трауготт Вален (Friedrich Traugott Wahlen) - 1966—1970: Вилли Шпюлер (Willy Spühler) - 1970—1978: Пьер Грабер (Pierre Graber) - 1978—1987: Пьер Обер (Pierre Aubert) - 1988—1993: Рене Фельбер (René Felber) - 1994—1999: Флавио Котти (Flavio Cotti) - 1999—2002: Йозеф Дейс (Joseph Deiss) - 2003—2011: Мишлин Кальми-Ре (Micheline Calmy-Rey) - 2012—2017: Дидье Буркхальтер (Didier Burkhalter) - С 2017: Иньяцио Кассис (Ignazio Cassis) |